# بولين هان
بولين هان (بالإنجليزية: Pauline Hahn)‏ هي ممثلة أمريكية، ولدت في 10 أكتوبر 1941 في نيويورك في الولايات المتحدة.

## وصلات خارجية
- بولين هان على موقع IMDb (الإنجليزية)
- بولين هان على موقع قاعدة بيانات برودواي على الإنترنت (الإنجليزية)